# Jack Parkinson (baloncestista)
Jack Gordon Parkinson (Yorktown, Indiana, 4 de marzo de 1924-ibídem, 29 de mayo de 1997) fue un jugador de baloncesto estadounidense que disputó una temporada en la NBA. Con 1,83 metros de estatura, jugaba en la posición de base.

## Trayectoria deportiva

### Universidad
Jugó durante cuatro temporadas con los Wildcats de la Universidad de Kentucky, en las que promedió 8,0 puntos por partido. Rechazó una oferta antes de entrar en la universidad del equipo profesional de béisbol de los Cincinnati Reds para poder formar parte del equipo dirigido por el legendario Adolph Rupp. En sus tres primeras temporadas fue elegido en el mejor quinteto de la Southeastern Conference, liderando el último año la conferencia en anotación, con un promedio de 11,3 puntos por partido. Ese año se proclamaron campeones del NIT, derrotando a Rhode Island en la final. Fue además elegido en el segundo equipo consensuado del All-American.
Tras esas tres temporadas, tuvo que cumplir con el servicio militar, regresando al equipo once meses más tarde. Pero se vio relegado al banquillo, tras encontrarse a su vuelta con el conocido como "Fab Five", formado por Alex Groza, Ralph Beard, Cliff Barker, Kenny Rollins y Wallace "Wah Wah" Jones. Ese año se proclamaron campeones de la NCAA tras derrotar a Baylor en la final por 58-42, en un partido en el que Parkinson no participó.

### Profesional
Fue elegido en el Draft de la NBA de 1948 por Washington Capitols, pero no fue hasta el año siguiente cuando debutó profesionalmente, fichando por los Indianapolis Olympians, con los que únicamente disputó cuatro partidos, en los que anotó 3 puntos. Jugó posteriormente con los Whiskered Wizards y los Toledo Mercurys, equipos que habitualmente viajaban en las giras con los Harlem Globetrotters.

## Estadísticas de su carrera en la NBA

### Temporada regular
| Temporada | Edad | Equipo                 | Liga | Pos. | P | TIT | MIN | TC  | TCA | %TC  | 3P | 3PA | %3P | TL  | TLA | %TL   | R.OF. | R.DEF. | REB | ASIS | ROB | TAP | PER | FP  | PTS |
| 1949-50   | 25   | Indianapolis Olympians | NBA  |      | 4 |     |     | 0.3 | 3.0 | .083 |    |     |     | 0.3 | 0.3 | 1.000 |       |        |     | 0.5  |     |     |     | 0.8 | 0.8 |
| Total     |      |                        | NBA  |      | 4 |     |     | 0.3 | 3.0 | .083 |    |     |     | 0.3 | 0.3 | 1.000 |       |        |     | 0.5  |     |     |     | 0.8 | 0.8 |